# اریک جنینگز
 اریک جنینگز  (به انگلیسی: Eric Jennings) (زاده ۱۹۲۳) داور سابق اهل انگلستان است.
او داوری را از دهه ۱۹۵۰ شروع کرده و از سال ۱۹۶۶ تا ۱۹۷۰ میلادی در لیست داوران فیفا قرار داشته‌است.